# Osservatorio europeo dei media digitali
L'EDMO è un osservatorio indipendente finanziato dalla Commissione europea che riunisce verificatori di fatti indipendenti e ricercatori accademici con competenze nel campo della disinformazione online, dei social media, dei media guidati dai giornalisti e dell'Educazione ai media.

## Storia
L'idea d'istituire l'EDMO appare già nel 2018 quando fu pubblicato il Piano d'azione dettagliato della Commissione contro la disinformazione. Il quarto pilastro (Aumentare la consapevolezza e migliorare la resilienza sociale) prevedeva infatti come ottava azione: "Gli Stati membri, in collaborazione con la Commissione, dovrebbero sostenere la creazione di squadre di verificatori di fatti e ricercatori multidisciplinari indipendenti con conoscenze specifiche degli ambienti informativi locali per individuare e denunciare le campagne di disinformazione sui diversi social network e media digitali.". Il progetto EDMO fu lanciato dalla Commissione europea nel 2020 attraverso il programma Connecting europe facility (CEF), in italiano chiamato anche Meccanismo per collegare l'Europa.

## Struttura
L'EDMO è gestito da un consorzio europeo indipendente e copre i 27 Stati membri dell'Unione Europea, più la Norvegia. Il consorzio è costituito dal Centro di ricerca danese Datalab, dal Centro tecnologico greco di Atene, dal sito di fac-+checking italiano Pagella Politica, dal Centro per il pluralismo e la libertà dei Media (CMPF), dall'Amsterdam School of Communication Research (ASCoR), dal Media & Learning Association (MLA) belga, dall'Europe MediaLab (Fondation EURACTIV) e dal Slovak Center for Democracy and Resilience presso il GLOBSEC.
L'osservatorio fu costituito inizialmente da una rete di 8 hub che divennero poi 14 nel 2022. In questi poli lavorano ricercatori, esperti e professionisti dei media che hanno come obiettivo quello di analizzare le campagne di disinformazione e di proporre delle risposte al problema. I poli della rete sono i seguenti:
- ADMO - Osservatorio dei media digitali di ADRIA
- BECID - Centro di coinvolgimento baltico per la lotta ai disturbi dell'informazione
- BENEDMO - Osservatorio belgo-olandese per i media digitali e la disinformazione
- BROD - Osservatorio bulgaro-rumeno dei media digitali
- CEDMO - Osservatorio centroeuropeo per i media digitali
- DE FACTO - Osservatorio dell'informazione e dei media
- EDMO BELUX - Polo di ricerca belgo-lussemburghese su media digitali e disinformazione
- EDMO Irlanda
- GADMO - Osservatorio tedesco-austriaco per i media digitali
- HDMO - Hub ungherese contro la disinformazione
- IBERIFIER - Hub iberico di ricerca e fact-checking sui media digitali
- IDMO - Osservatorio italiano media digitali
- MEDDMO - Osservatorio mediterraneo dei media digitali
- NORDIS - Osservatorio nordico per i media digitalie e il disturbo dell'informazione

## Obiettivi
Gli obiettivi dell'EDMO definiti dall'Unione europea sono i seguenti:
- mappare le organizzazioni di verifica dei fatti in Europa e sostenerle promuovendo attività congiunte e transfrontaliere e moduli di formazione dedicati.
- mappare, sostenerr e coordinare delle attività di ricerca sulla disinformazione a livello europeo, compresa la creazione e l'aggiornamento periodico di un archivio globale di articoli scientifici sottoposti a revisione inter pares sulla disinformazione.
- costruire un portale pubblico che fornisca agli operatori dei media, agli insegnanti e ai cittadini informazioni e materiali volti ad aumentare la consapevolezza, a rafforzare la resilienza alla disinformazione online e a sostenere campagne di alfabetizzazione mediatica.
- progettare un quadro per garantire un accesso sicuro e protetto dalla privacy ai dati delle piattaforme per i ricercatori accademici che lavorano per comprendere meglio la disinformazione.
- sostenere le autorità pubbliche nel monitoraggio delle politiche messe in atto dalle piattaforme online, per limitare la diffusione e l'impatto della disinformazione.

Ad un'importante attività di fact-checking, analisi, studio, si affianca un'attività di formazione.